# LGBT práva na Bahamách

Duhová mapa Baham

Lesby, gayové, bisexuálové a translidé se na Bahamách mohou setkávat s právními komplikacemi neznámými pro většinové obyvatelstvo. Stejnopohlavní sexuální aktivita je zde legální od roku 1991, ovšem není sjednocený věk způsobilosti k těmto aktivitám jako u heterosexuálních párů.

## Stejnopohlavní soužití a právní rámec
Za dob kolonizace byla homosexualita brána jako sodomie a tudíž tvrdě trestána. Roku 1991 byla vládou legalizována. Bahamský právní řád neuznává žádnou právní formu stejnopohlavního soužití (vč. stejnopohlavních manželství), jelikož Zákon o manželství (angl. Bahamian Marriage Act) definuje manželství výhradně jako svazek muže a ženy.
V roce 2013 bývalý předseda Nejvyššího soudu Michael L. Barnett prohlásil, že v budoucnu budou muset soudci a politici uvažovat nad otázkou stejnopohlavních manželství, jelikož bahamská politika je silně ovlivněna liberálními zeměmi Commonwealthu a USA.
V roce 2016 se konalo ústavní referendum, ve kterém se obyvatelé vyjadřovali i k manželství. Bývalý premiér Perry Christie prohlásil, že věří v obhajitelnost konzervativních hodnot na Bahamách.

## Ochrana před diskriminací
Roku 2001 byla přeložena novela zákona o zaměstnanosti, který měl obsahovat i doložku o ochraně homosexuálních jedinců před urážkami v zaměstnání, ale na posledních chvíli byla vyškrtnuta.
V červnu 2011 se bahamská vláda vyjádřila pro podporu Deklarace OSN pro ochranu práv na sexuální orientaci a genderové identity, ale nepřijala žádnou právní normu, která by zamezila homofobii či transfobii v zaměstnání, škole či jiných oblastech života obyvatel.
Bahamská ústava také nijak neochraňuje běžné občany před urážkami na základě sexuální orientace či genderové identity.

## Životní podmínky
Jelikož je bahamská společnost od dob kolonialismu spíš konzervativního rázu z důvodu většiny věřícího obyvatelstva, tak LGBT jedinci mají obtížnější život v zaměstnání či škole. Křesťanští kněží považují homosexualitu a crossdressing za nemorální (symbol dekadence) a poukazují na tradiční konzervativní hodnoty.
Největší gay scéna existuje v hlavním městě Nassau, kde se nachází několik gay friendly letovisek a barů. Mimo Nassau LGBT komunita téměř není rozšířena, jelikož většina jedinců z obav před odsouzení společností svoji odlišnou sexuální orientaci tají. Dnes jsou Bahamy stále více otevření vůči LGBT turistice a jsou obyvateli i vítáni, ale jsou nabádáni k diskrétnosti a uvážlivosti kvůli místní homofobii.
V roce 2005 si musela osmnáctiletá dívka, která vyhrála místní soutěž krásy, sundat stříbrnou korunku, jelikož byla obviněna z lesbické orientace.
V březnu 2006 bahamské úřady zakázala promítání amerického filmu s gay tematikou Zkrocená hora.
V říjnu 2007 vtrhla na anonymní oznámení na gay party v Nassau, ale nikoho nezatkla, jelikož zde nebyl spáchán žádný trestný čin. Turisté byli rozhořčeni a dočkali se později omluvy od ministerstva cestovního ruchu.
V roce 2009 policie osvobodila muže obviněného z vraždy HIV+ muže (homosexuála), jelikož byl křivě obviněn z napadení, ke kterému ale nikdy nedošlo a majitel baru, kde se měl incident udát, byl okraden a poté až zbit, Obhájce ovšem tvrdil, že obžalovaný obhajoval své mužství a smrt homosexuála je obhájitelná. Případ vyvolal mezinárodní pobouření.
V červnu 2011 zakázal jeden z vládních výborů pro cenzuru film Children of God v Nassau, ale vláda výbor zrušila a promítání umožnila.
Na Bahamách působí i několik neziskových organizací s cílem prosazovat lepší právní ochranu LGBT komunity jako např. Rainbow Alliance of The Bahamas. Ta se s několika dalšími snaží přesvědčovat obyvatele o větší osvětě ohledně odlišných sexuálních orientací či genderových identit.

## Veřejné mínění
Podle vyjádření ministra zahraničí Freda Mitchella z r. 2013 by obyvatelé Baham měli podpořit LGBT politiky. Veřejný průzkum však ukázal, že jen 12 % obyvatel by bylo ochotno jeho tvrzení podpořit, zatímco 84 % je proti. 
V r. 2015 průzkum zveřejněný v místních novinách The Nassau Guardian uvedl, že 85,5 % obyvatel rozhodně nesouhlasí se stejnopohlavním manželstvím, naopak 10,6 % jej schvaluje a rozhodně podporuje.

## Souhrnný přehled
| Legální věk způsobilosti k pohlavnímu styku                                             | (1991) |
| Stejný věk legální způsobilosti k pohlavnímu styku pro obě orientace                    | No     |
| Anti-diskriminační zákony v zaměstnání                                                  | No     |
| Anti-diskriminační zákony v přístupu ke zboží a službám                                 | No     |
| Anti-diskriminační zákony v ostatních oblastech (homofobní urážky, zločiny z nenávisti) | No     |
| Stejnopohlavní manželství                                                               | No     |
| Jiná forma stejnopohlavní soužití                                                       | No     |
| Adopce dítěte partnera                                                                  | No     |
| Společná adopce dětí stejnopohlavními páry                                              | No     |
| LGBT osoby smějí otevřen sloužit v armádě                                               | (1998) |
| Možnost změny pohlavního styku                                                          | No     |
| Přístup k umělému oplodnění pro lesbické ženy                                           | No     |
| Náhradní mateřství pro gay páry                                                         | No     |
| MSM smějí darovat krev                                                                  | Yes    |